# Даріо Морено
Даріо Морено Лерга (ісп. Darío Moreno Lerga; 12 квітня 1988, Алькой) — іспанський політик. Нинішній мер міста Сагунт (з 15 червня 2019 року) і член Іспанської соціалістичної робітничої партії (ІСРП).

## Життєпис
Здобувши вищу освіту в галузі права та ділового адміністрування й управління, він розпочав політичну кар'єру в раді юстиції, внутрішніх справ і державного управління уряду Валенсійського співтовариства, як керівник радника Габріела Браво. У 2019 році він очолив список виборців соціалістичної муніципальної групи в Сагунто, набравши сім членів міської ради та правлячи в коаліції з Об'єднаними лівими та Compromís. Завдяки політиці Морено, спрямованій на спільні з Женералітетом Валенсії дії з перекваліфікації земель сільгосппризначення на промислові зони, у Валенсії було створено 27 000 нових робочих місць, а бюджет Сагунто збільшено на 14 %, шляхом інвестицій компанії Фольксваген у будівництво першого в Південній Європі заводу з виробництва акумуляторів.